# Aristides Brezina
Aristides Brezina (* 4. Mai 1848 in Wien; † 25. Mai 1909 ebenda) war ein österreichischer Mineraloge.

## Leben
Brezina war der Sohn eines Rechtsanwalts. Er interessierte sich schon als Jugendlicher für Mineralien und war freiwilliger Mitarbeiter am k.k. Hofmineralien-Kabinett und hörte schon während seiner Gymnasialzeit Vorlesungen an der Universität Wien (Gustav Tschermak, Eduard Suess, Albrecht Schrauf). Nach dem Abitur 1866 studierte er zunächst Mathematik, Physik und Chemie an der Universität Wien, in Berlin und Tübingen, wo er 1872 promoviert wurde. Schon 1868 wurde er Assistent am k.k. Hofmineralien-Kabinett. 1874 habilitiert er sich in Kristallographie und Kristallphysik in Wien und wird Kustos am Hofmineralien-Kabinett. 1878 übernimmt er dort die Leitung der Meteoritensammlung als Nachfolger von Gustav Tschermak. Er leitet den Umzug der Museumssammlungen von der Hofburg an die Ringstraße. 1889 wird er Direktor der mineralogisch-petrographischen Abteilung des Hofmuseums. 1896 ging er in den Ruhestand. Sein Nachfolger wurde Friedrich Berwerth.
Brezina befasste sich insbesondere mit Meteoriten. Das Meteoriten-Mineral Brezinait ist nach ihm benannt. Mit Gustav Rose und Tschermak ist ein bis um 1920 verwendetes Klassifikationsschema für Meteoriten benannt, ursprünglich von Gustav Rose in Berlin entwickelt und von Tschermak und Brezina modifiziert. 1920 wurde es von George Thurland Prior in London weiterentwickelt.
Er war Ehrenmitglied der Mineralogical Society of Great Britain and Ireland.
1877 heiratete er die Tochter des Architekten und Hofrats Karl Köchlin.

## Schriften
- mit E. Cohen Die Structur und Zusammensetzung der Meteoreisen erläutert durch photographische Abbildungen geätzter Schnittflächen, Schweizerbart, 1886, 1906
- Die Meteoritensammlung des k.k.Naturhistorischen Hofmuseums am 1. Mai 1895, Alfred Hölder, Wien 1896 (der Katalog listet 497 Lokalitäten der Meteoritenfunde)